# Zakonodavno vijeće Novog Zelanda
Zakonodavno vijeće Novog Zelanda (engleski: New Zealand Legislative Council) bilo je bilo prvo zakonodavno tijelo na Novom Zelandu od 1841. godine, a od 1853. godine gornji dom novozelandskog parlamenta.
Zakonodavno vijeće je u razdoblju od 1841. do 1853. imalo ovlasti izdavanja ordonansa, a sastojalo se od generalnog guvernera, kolonijalnog tajnika i kolonijalnog blagajnika. Od 1853. godine, kada je redefinirano kao gornji dom, Zakonodavno vijeće je imalo nadzornu funkciju, odnosno ovlasti ocjenjivati i mijenjati zakone koje izglasa Predstavnički dom. Vijećnici su, za razliku od predstavnika, bili imenovani na doživotne mandate, isprva od strane generalnog guvernera, a kasnije od strane predsjednika vlade. Broj članova nije bio fiksno uređen, ali prema pravilu ih je bilo više od 10 i manje od 15.
Polovicom 20. stoljeća, Zakonodavno vijeće se smatralo neefikasnim i politički nevažnim, što je 1951. godine dovelo do njegova potpunog ukidanja. Iako su se kasnije javili pokušaji obnove Zakonodavnog vijeća ili nekog drugog oblika gornjeg doma, Novi Zeland još uvijek ima jednodomni parlament.
Vijeće je zasjedalo u jednoj od parlamentarnih zgrada u glavnom gradu Wellingtonu.

## Vanjske poveznice
- NZHistory.nz - New Zeland history online, Zvučni zapis osnivajuće sjednice Zakonodavnoga vijeća (pristupljeno 18. prosinca 2016.) (engl.)